# Jakob Kleynmans
Jakob Kleynmans (* 21. September 1856 in Niel; † 12. November 1933 in Recklinghausen) war ein deutscher Kaufmann, Bergbau-Manager und Wirtschaftspolitiker.

## Leben
Der als Sohn eines Schreiners geborene Kleynmans absolvierte nach Abschluss der Volksschule eine kaufmännische Lehre bei einer Zeche in Altenessen.
Bereits früh wurde ihm von Friedrich Grillo und Carl Funke die Leitung der Zeche König Ludwig bei Recklinghausen-Bruch übertragen. Da die Gewerken der Zeche seinerzeit nicht über genügend liquide Mittel für ein Direktorengehalt verfügten, erhielt er jährlich einen Kuxschein. Die dortigen Wasserhaltungsprobleme konnte er durch Einsatz Woolf’scher Wasserhaltungsmaschinen und den Schachtausbau mit Tübbings nachhaltig beheben, worauf das Bergwerksunternehmen florierte. Bereits um die Jahrhundertwende sollen an der Essener Börse die Kuxe für 60.000 Mark pro Stück gehandelt worden sein; damit war Jakob Kleynmans ein für seine Verhältnisse wohlhabender Mann.
Durch die Mitarbeit im Rheinisch-Westfälischen Kohlen-Syndikat und dessen Ausschüssen, die Mitgliedschaft in zahlreichen Organisationen des Bergbaus, des Kohlenhandels sowie der Kohleschiffahrt erkannte Jakob Kleynmans betriebs- und volkswirtschaftliche Zusammenhänge sehr schnell und setzte sie in unternehmerische Entschlüsse und Entscheidungen um.
Um 1900 wurde eine weitere Schachtanlage auf dem „Henrichenburger Feld“ bei Suderwich erbaut. Von 1892 bis 1905 war Kleynmans Mitglied der Stadtverordnetenversammlung von Recklinghausen. 1905 wurde er für die Zentrumspartei in den Magistrat und den Provinziallandtag der preußischen Provinz Westfalen gewählt. Führende SPD-Mitglieder sollen noch Jahre später gegenüber Kleynmans’ Enkel, der für die CDU im Recklinghäuser Stadtrat saß, dessen soziale Einstellung betont haben, z. B. sei die Errichtung einer Bergarbeitersiedlung auf seine Initiative zurückgegangen.
1912 wurde Kleynmans ordentliches Mitglied und später Vorsitzender des Grubenvorstands der Gewerkschaft König Ludwig. Am 24. Januar 1913 erhielt er die Ernennung zum Generaldirektor. Von 1921 bis 1930 stand er der Handelskammer bzw. Industrie- und Handelskammer zu Münster als Präsident vor.
1924 wurde ihm aufgrund seiner hervorragenden Verdienste um die Gewinnung und Verwaltung der Westfälischen Steinkohle die Ehrendoktorwürde der Technischen Hochschule Hannover (als Dr.-Ing. E.h.) verliehen.
Ende der 1920er Jahre – noch vor der Vereinigung der Bergwerksgesellschaften „Ewald“ und „König Ludwig“ – trat Jakob Kleynmans in den Ruhestand.
„Wer die Vergangenheit richtig sieht, die darin wirkenden Kräfte kennt, der gewinnt auch zu den Tagesfragen den richtigen Abstand, lernt sie im Zusammenhang mit der Vergangenheit besser verstehen und wird sicher im eigenen Handeln.“